# Гіперсфера

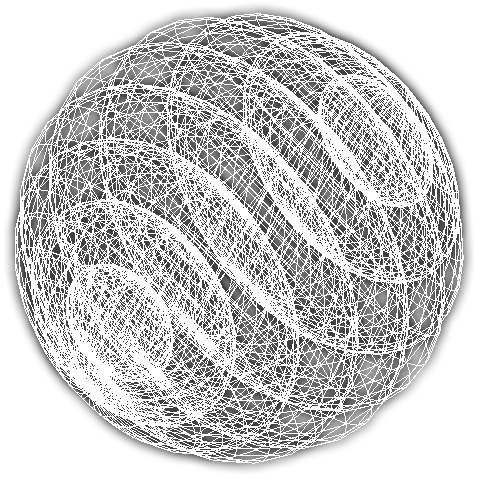
Проєкція тривимірної проєкції аппроксимації гіперсфери чотиривимірного простору

Гіперсфера — це множина точок многовида, рівновіддалених від заданої точки (центра гіперсфери).
Як бачимо, поняття гіперсфера є узагальненням кола і сфери у випадку, коли розглядається геометрія на довільному
многовиді, а не лише на площині чи у тривимірному евклідовому просторі.

## Рівняння гіперсфери в евклідовому просторі
Розглянемо гіперсферу в N-вимірному евклідовому просторі. В цьому просторі будемо розглядати прямокутну декартову систему координат {\displaystyle \{x^{1},x^{2},\dots x^{N}\}}, початок якої збігається з центром гіперсфери.
Тоді скалярний квадрат радіус-вектора {\displaystyle \mathbf {r} } для точки на гіперсфері дорівнює квадрату радіуса {\displaystyle a} гіперсфери:
{\displaystyle (1)\qquad \mathbf {r} ^{2}=(\mathbf {r} \cdot \mathbf {r} )=a^{2}}
або, розписуючи скалярний добуток в координатах, одержуємо рівняння гіперсфери:
{\displaystyle (2)\qquad (x^{1})^{2}+(x^{2})^{2}+\dots +(x^{N})^{2}=\sum _{i=1}^{N}(x^{i})^{2}=a^{2}}

## Координати на гіперсфері та координатні вектори
Ми можемо із рівняння (2) виразити одну із координат, скажімо {\displaystyle x^{N}}, через решту {\displaystyle n=N-1} координату:
{\displaystyle (3)\qquad x^{N}=\pm {\sqrt {a^{2}-\sum _{i=1}^{n}(x^{i})^{2}}}}
Знак плюс (+) в цій формулі відповідає верхній півсфері, а знак мінус — нижній. Розглянемо верхню півсферу. Кожну точку цієї півсфери можна задати набором {\displaystyle n=N-1} чисел {\displaystyle \{x^{1},x^{2},\dots x^{n}\}}, які збігаються з декартовими координатами охоплюючого простору:
{\displaystyle (4)\qquad \mathbf {r} =\mathbf {r} (u^{1},u^{2},\dots u^{n})}
де
{\displaystyle (6)\qquad u^{1}=x^{1},\;u^{2}=x^{2},\;\dots \;u^{n}=x^{n}}
Радіус-вектор {\displaystyle \mathbf {r} } можна записати покомпонентно у вигляді вектор-рядка:
{\displaystyle (7)\qquad \mathbf {r} =\{u^{1},u^{2},\dots u^{n},z\}}
де функція {\displaystyle z=z(u^{1},\dots u^{n})} дається формулою (3) з додатнім знаком:
{\displaystyle (8)\qquad z={\sqrt {a^{2}-\sum _{i=1}^{n}(u^{i})^{2}}}}
Ми можемо обчислити координатний вектор {\displaystyle \mathbf {r} _{i}}, беручи похідну формули (7) по відповідній координаті:
{\displaystyle (9)\qquad \mathbf {r} _{i}={\partial \mathbf {r}  \over \partial u^{i}}=\{0,0,\dots 1,\dots 0,z_{i}\}}
В фігурних дужках одиниця стоїть на {\displaystyle i}-тому місці, {\displaystyle z_{i}={\partial z \over \partial u^{i}}}, а решта
координат дорівнюють нулю.

## Коефіцієнти першої та другої квадратичних форм
Із формули (9) легко можна обчислити метричний тензор на гіперсфері:
{\displaystyle (10)\qquad g_{ij}=(\mathbf {r} _{i}\cdot \mathbf {r} _{j})=\delta _{ij}+z_{i}z_{j}}
Далі, за аналогією з колом або звичайною сферою можна здогадатися, що вектор нормалі {\displaystyle \mathbf {n} } до гіперсфери
паралельний радіус-вектору {\displaystyle \mathbf {r} }. Дійсно, розглядаючи похідні рівняння (1) по координатах, маємо:
{\displaystyle (11)\qquad {\partial  \over \partial u^{i}}(\mathbf {r} \cdot \mathbf {r} )=2(\mathbf {r} \cdot \mathbf {r} _{i})=0}
Тобто радіус-вектор {\displaystyle \mathbf {r} } ортогональний базисним координатним векторам {\displaystyle \mathbf {r} _{i}}, а отже
ортогональний поверхні гіперсфери. Якщо ми направимо одиничний вектор нормалі {\displaystyle \mathbf {n} } всередину сфери, то:
{\displaystyle (12)\qquad \mathbf {r} =-|\mathbf {r} |\mathbf {n} =-a\mathbf {n} ,\qquad \mathbf {n} =-{\mathbf {r}  \over a}}
Із розкладу вектора другої похідної радіус-вектора на паралельну і перпендикулярну щодо многовида частини:
{\displaystyle (13)\qquad {\partial ^{2}\mathbf {r}  \over \partial u^{i}\partial u^{j}}=\mathbf {r} _{ij}=\Gamma _{ij}^{k}\mathbf {r} _{k}+\mathbf {n} b_{ij}}
можна одержати коефіцієнти другої квадратичної форми {\displaystyle b_{ij}} через скалярні добутки:
{\displaystyle (14)\qquad b_{ij}=(\mathbf {n} \cdot \mathbf {r} _{ij})=-{1 \over a}(\mathbf {r} \cdot \mathbf {r} _{ij})}
Далі, диференціюючи формулу (11) по {\displaystyle u^{j}}, маємо таку рівність:
{\displaystyle (15)\qquad 0={\partial  \over \partial u^{j}}(\mathbf {r} \cdot \mathbf {r} _{i})=(\mathbf {r} _{j}\cdot \mathbf {r} _{i})+(\mathbf {r} \cdot \mathbf {r} _{ij})=g_{ij}-ab_{ij}}
Отже коефіцієнти другої квадратичної форми пропорційні метричному тензору:
{\displaystyle (16)\qquad b_{ij}={1 \over a}g_{ij}}
Це сподіваний результат, він означає, що проведені з однієї точки на гіперсфері в різних напрямках 
геодезичні лінії мають однакову кривину, яка є числом, оберненим до радіуса гіперсфери.
Дійсно, нехай ми позначимо через {\displaystyle {\boldsymbol {\tau }}={d\mathbf {r}  \over ds}} одиничний дотичний вектор до геодезичної, тоді кривина геодезичної лінії дорівнює: 
{\displaystyle (17)\qquad \mathbf {k} =\mathbf {b} _{ij}\tau ^{i}\tau ^{j}=\mathbf {n} {1 \over a}g_{ij}\tau ^{i}\tau ^{j}={\mathbf {n}  \over a}}

## Тензор Рімана
Маючи формулу (16) для коефіцієнтів другої квадратичної форми, легко знайти, що тензор Рімана
{\displaystyle R_{ijkl}} у випадку гіперсфери пропорційний 
тензору метричної матрьошки {\displaystyle g_{ij,kl}}:
{\displaystyle (18)\qquad R_{ijkl}=b_{ik}b_{jl}-b_{il}b_{jk}={1 \over a^{2}}\left(g_{ik}g_{il}-g_{il}g_{jk}\right)={1 \over a^{2}}\,g_{ij,kl}}
Цю ж формулу, хоча і значно складніше, можна одержати тільки із внутрішньої геометрії, користуючись
виразом (10) для метричного тензора {\displaystyle g_{ij}}. Спочатку обчислюємо символи Крістофеля першого роду:
{\displaystyle (19)\qquad \Gamma _{ij,k}={1 \over 2}\left(\partial _{i}g_{kj}+\partial _{j}g_{ik}-\partial _{k}g_{ij}\right)={1 \over 2}\left(\partial _{i}(z_{k}z_{j})+\partial _{j}(z_{i}z_{k})-\partial _{k}(z_{i}z_{j})\right)=}
{\displaystyle \qquad ={1 \over 2}\left(z_{ik}z_{j}+z_{k}z_{ij}+z_{ij}z_{k}+z_{i}z_{jk}-z_{ik}z_{j}-z_{i}z_{jk}\right)=z_{k}z_{ij}}
В цій формулі фігурують перші та другі похідні від функції багатьох змінних {\displaystyle z=z(u^{1},u^{2},\dots u^{n})} (формула 8).
Обчислимо їх:
{\displaystyle (20)\qquad z_{i}={\partial  \over \partial u^{i}}{\sqrt {a^{2}-\sum (u^{k})^{2}}}=-{u^{i} \over {\sqrt {a^{2}-\sum (u^{k})^{2}}}}=-{u^{i} \over z}}
{\displaystyle (21)\qquad z_{ij}=\partial _{j}\left(-{u^{i} \over z}\right)=-{\delta _{ij} \over z}+u^{i}{z_{j} \over z^{2}}=-{\delta _{ij}+z_{i}z_{j} \over z}=-{g_{ij} \over z}}
Тензор Рімана можна обчислити за наступною формулою:
{\displaystyle (22)\qquad R_{\;ijk}^{s}=\partial _{j}\Gamma _{ki}^{s}-\partial _{k}\Gamma _{ji}^{s}+\Gamma _{jp}^{s}\Gamma _{ki}^{p}-\Gamma _{kp}^{s}\Gamma _{ji}^{p}}
Щоб скористатися цією формулою, нам потрібні символи Крістофеля другого роду (з одним верхнім індексом). Але перш ніж
взятися за обчислення символів Крістофеля другого роду, спробуємо опустити в формулі (22) індекс {\displaystyle s}:
{\displaystyle (23)\qquad R_{lijk}=g_{ls}R_{\;ijk}^{s}=\left(\partial _{j}(g_{ls}\Gamma _{ki}^{s})-(\partial _{j}g_{ls})\Gamma _{ki}^{s}\right)-\left(\partial _{k}(g_{ls}\Gamma _{ji}^{s})-(\partial _{k}g_{ls})\Gamma _{ji}^{s}\right)+g_{ls}\Gamma _{jp}^{s}\Gamma _{ki}^{p}-g_{ls}\Gamma _{kp}^{s}\Gamma _{ji}^{p}=}
{\displaystyle \qquad =\partial _{j}\Gamma _{ki,l}-\left(\Gamma _{jl,s}+\Gamma _{js,l}\right)\Gamma _{ki}^{s}-\partial _{k}\Gamma _{ji,l}+\left(\Gamma _{kl,s}+\Gamma _{ks,l}\right)\Gamma _{ji}^{s}+\Gamma _{jp,l}\Gamma _{ki}^{p}-\Gamma _{kp,l}\Gamma _{ji}^{p}=}
{\displaystyle \qquad =\partial _{j}\Gamma _{ki,l}-\partial _{k}\Gamma _{ji,l}+\Gamma _{kl,p}\Gamma _{ji}^{p}-\Gamma _{jl,p}\Gamma _{ki}^{p}}
або після перейменування індексів:
{\displaystyle (24)\qquad R_{ijkl}=\partial _{k}\Gamma _{lj,i}-\partial _{l}\Gamma _{kj,i}+\Gamma _{li,s}\Gamma _{kj}^{s}-\Gamma _{ki,s}\Gamma _{lj}^{s}}
В формулі (24) все ще зустрічаються символи Крістофеля другого роду, і нам треба їх обчислити. Але спочатку
нам буде потрібен обернений метричний тензор {\displaystyle g^{ij}}. Можна вгадати, що формула для оберненого
метричного тензора буде аналогічною формулі (10), але другий доданок взятий з деяким коефіцієнтом {\displaystyle k}:
{\displaystyle (25)\qquad g^{ij}=\delta _{ij}+kz_{i}z_{j}}
Цей коефіцієнт легко знаходиться з умови, що матриці (10) і (25) є взаємно оберненими, а тому їхній добуток
дорівнює одиничній матриці:
{\displaystyle (26)\qquad \delta _{ij}=\sum _{s}g_{is}g^{sj}=\sum _{s}\left(\delta _{is}+z_{i}z_{s}\right)\left(\delta _{sj}+kz_{s}z_{j}\right)=}
{\displaystyle \qquad =\sum _{s}\left(\delta _{is}\delta _{sj}+k\delta _{is}z_{s}z_{j}+\delta _{sj}z_{i}z_{s}+kz_{i}z_{s}z_{s}z_{j}\right)=\delta _{ij}+kz_{i}z_{j}+z_{i}z_{j}+kqz_{i}z_{j}}
де буквою {\displaystyle q} позначено суму квадратів похідних (20):
{\displaystyle (27)\qquad q=\sum _{s}z_{s}^{2}=\sum _{s}\left(-{u^{s} \over z}\right)^{2}={a^{2}-z^{2} \over z^{2}}={a^{2} \over z^{2}}-1}
Порівнюючи крайні вирази в формулі (26), ми бачимо, що сума трьох останніх доданків має дорівнювати нулю, або:
{\displaystyle (28)\qquad 0=k+1+kq=k+1+k\left({a^{2} \over z^{2}}-1\right)=1+k{a^{2} \over z^{2}}}
Звідси легко знайти коефіцієнт {\displaystyle k}, і ми можемо підставити його в формулу (25):
{\displaystyle (29)\qquad g^{ij}=\delta _{ij}-{z^{2} \over a^{2}}z_{i}z_{j}}
Далі із формул (19) і (29) знаходимо символ Крістофеля другого роду:
{\displaystyle (30)\qquad \Gamma _{ij}^{s}=g^{sk}\Gamma _{ij,k}=\sum _{k}\left(\delta _{sk}-{z^{2} \over a^{2}}z_{s}z_{k}\right)z_{k}z_{ij}=\left(1-{z^{2} \over a^{2}}q\right)z_{s}z_{ij}={z^{2} \over a^{2}}z_{s}z_{ij}}
Нарешті, підставляємо (19) і (30) в формулу (24) для тензора Рімана:
{\displaystyle (31)\qquad R_{ijkl}=\partial _{k}(z_{i}z_{jl})-\partial _{l}(z_{i}z_{jk})+\sum _{s}\left(z_{s}z_{il}{z^{2} \over a^{2}}z_{s}z_{jk}-z_{s}z_{ik}{z^{2} \over a^{2}}z_{s}z_{jl}\right)=}
{\displaystyle \qquad =z_{ik}z_{jl}-z_{il}z_{jk}-q{z^{2} \over a^{2}}\left(z_{ik}z_{jl}-z_{il}z_{jk}\right)={z^{2} \over a^{2}}\left(z_{ik}z_{jl}-z_{il}z_{jk}\right)}
Якщо врахувати формулу (21) для {\displaystyle z_{ij}}, то ми знову одержимо формулу (18).

## Кривини Ґаусса, тензори Річчі і тензори Ейнштейна
Оскільки згідно з формулою (17) всі головні кривини гіперсфери однакові:
{\displaystyle (32)\qquad k_{1}=k_{2}=\dots =k_{n}={1 \over a}}
то легко можна обчислити кривину Ґаусса {\displaystyle K^{[m]}}, як симетричний многочлен від головних кривин:
{\displaystyle (33)\qquad K^{[m]}=(-1)^{m}\sum _{i_{1}<i_{2}<\dots <i_{m}}k_{i_{1}}k_{i_{2}}\cdots k_{i_{m}}={(-1)^{m} \over a^{m}}C_{n}^{m}}
де {\displaystyle C_{n}^{m}={n! \over m!(n-m)!}} — біноміальний коефіцієнт.
Також неважко обчислюється степеневий тензор Річчі, якщо врахувати формулу (16) та формулу 
самозгортки тензора метричної матрьошки:
{\displaystyle (34)\qquad R_{j}^{[m]\,i}={(-1)^{m} \over (m-1)!}g_{p_{1}p_{2}\dots p_{m}}^{is_{2}\dots s_{m}}b_{j}^{p_{1}}b_{s_{2}}^{p_{2}}\cdots b_{s_{m}}^{p_{m}}={(-1)^{m} \over a^{m}}C_{n-1}^{m-1}\delta _{j}^{i}}
Він виявляється пропорційним метричному тензору.
Відповідний тензор Ейнштейна можна знайти, користуючись попередніми двома формулами:
{\displaystyle (35)\qquad G_{j}^{[m]\,i}=R_{j}^{[m]\,i}-K^{[m]}\delta _{j}^{i}={(-1)^{m} \over a^{m}}\left(C_{n-1}^{m-1}-C_{n}^{m}\right)\delta _{j}^{i}={(-1)^{m-1} \over a^{m}}C_{n-1}^{m}\delta _{j}^{i}}
Примітка: Формула (35) виявилася корисною для пошуку симетричного розв'язку рівняння Ейнштейна з космологічним членом. Дійсно, в формулі (35), так само як і в рівнянні Ейнштейна, тензор Ейнштейна пропорційний метричному тензору. Оскільки метрика фізичного простору-часу є псевдоевклідовою (знаконевизначеною) розмірності чотири, то очевидно що розв'язок має бути аналогом гіперсфери в п'ятивимірному псевдоевклідовому просторі - Простір де Сіттера

## Об'єм (або площа) гіперсфери
Розглянемо наступний кратний інтеграл Ґаусса в {\displaystyle N}-вимірному евклідовому просторі:
{\displaystyle (36)\qquad I_{N}=\int e^{-(x_{1}^{2}+x_{2}^{2}+\dots +x_{N}^{2})}dx_{1}dx_{2}\cdots dx_{N}}
Цей інтеграл можна обчислювати двома способами. 
По-перше, за теоремою Фубіні він розкладається в добуток однакових одновимірних
інтегралів Ґаусса:
{\displaystyle (37)\qquad I_{N}=\int e^{-x_{1}^{2}}dx_{1}\cdots \int e^{-x_{N}^{2}}dx_{N}=I^{N}}
Де введено позначення одновимірного інтеграла Ґаусса:
{\displaystyle (38)\qquad I=\int e^{-x^{2}}dx}
По-друге, сума квадратів координат в формулі (36) дорівнює квадрату відстані від точки початку координат:
{\displaystyle (39)\qquad r^{2}=x_{1}^{2}+x_{2}^{2}+\cdots +x_{N}^{2}}
і ми можемо інтегрувати (36) спочатку по поверхні гіперсфери радіуса {\displaystyle r}, де підінтегральна функція незмінна, а потім уже результат по радіусу від нуля до нескінченності:
{\displaystyle (40)\qquad I_{N}=\int _{0}^{\propto }E(r)\,dr}
Інтеграл по гіперсфері легко обчислюється:
{\displaystyle (41)\qquad E(r)=\int _{\mbox{hypersphere}}e^{-r^{2}}\,dS=e^{-r^{2}}\int _{\mbox{hypersphere}}dS=e^{-r^{2}}r^{N-1}\omega _{N}}
Тут ми винесли постійний множник за знак інтеграла, і врахували, що при перетворенні подібності з
коефіцієнтом {\displaystyle r} площа
одиничної гіперсфери {\displaystyle \omega _{N}} збільшується в {\displaystyle r^{n}} разів, де {\displaystyle n=N-1} - розмірність цієї площі.
Підставляючи (41) в (40), одержуємо одновимірний інтеграл, який підстановкою {\displaystyle r^{2}=t} зводиться
до гамма-функції Ейлера {\displaystyle \Gamma (a)=\int _{0}^{\propto }e^{-t}t^{a-1}dt} підстановкою {\displaystyle r^{2}=t}:
{\displaystyle (42)\qquad I_{N}=\omega _{N}\int _{0}^{\propto }e^{-r^{2}}r^{N-1}dr=\omega _{N}\int _{0}^{\propto }e^{-t}t^{N-1 \over 2}{dt \over 2{\sqrt {t}}}={\omega _{N} \over 2}\int _{0}^{\propto }e^{-t}t^{{N \over 2}-1}dt={\omega _{N} \over 2}\Gamma ({N \over 2})}
Порівнюючи цей результат з формулою (37), ми можемо обчислити площу {\displaystyle \omega _{N}} гіперсфери одиничного радіуса через інтеграл Ґаусса (38):
{\displaystyle (43)\qquad {\omega _{N} \over 2}\Gamma ({N \over 2})=I^{N}}
{\displaystyle (44)\qquad \omega _{N}={2I^{N} \over \Gamma ({N \over 2})}}
У випадку розмірності два, ми знаємо формулу довжини кола {\displaystyle L=\omega _{2}=2\pi }, і в цьому випадку можемо обчислити інтегал Ґаусса:
{\displaystyle (45)\qquad 2\pi =\omega _{2}={2I^{2} \over \Gamma (1)}=2I^{2}}
{\displaystyle (46)\qquad I={\sqrt {\pi }}}
Підставляючи (46) в (44) знаходимо остаточну формулу для площі {\displaystyle n}-вимірної гіперсфери одиничного радіуса:
{\displaystyle (47)\qquad \omega _{N}={2\pi ^{N \over 2} \over \Gamma ({N \over 2})}}
де {\displaystyle N=n+1} - розмірність евклідового простору, в який вміщена гіперсфера.

## Об'ємN{\displaystyle N}-вимірної кулі
Для обчислення об'єму кулі радіуса {\displaystyle R}, розібємо кулю концентричними гіперсферами радіуса 
{\displaystyle r,\;(0<r\leq R)} і площею {\displaystyle S(r)=\omega _{N}r^{N-1}} на прошарки товщиною {\displaystyle dr}, тоді:
{\displaystyle (48)\qquad V(R)=\int _{0}^{R}S(r)\,dr=\omega _{N}\int _{0}^{R}r^{N-1}dr={\omega _{N} \over N}R^{N}}